# Endlich allein
Endlich allein är en operett i tre akter med musik av Franz Lehár och libretto Alfred Maria Willner och Robert Bodanzky. Den hade premiär den 10 februari 1914 på Theater an der Wien.

## Historia
Verket blev ingen succé men operetten var ovanlig i den bemärkelsen att hela andra akten var utformad som en central kärleksduett mellan de två huvudrollerna ensamma på en alptopp. Kritikerna fann den pretentiös och refererade hånfullt till verket som Lehárs Tristan. Men kompositören var övertygad om att akten med sina alpscenerier var en av hans bästa skapelser. När Lehár senare reviderade operetten insisterade han på att inga förändringar fick göras med strukturen i akt II, förutom att huvudpersonernas enkla bakgrund upphöjdes till kungligheter.
Den nya versionen hade texter av Ludwig Herzer och Fritz Löhner-Beda. Med den nya titeln Schön ist die Welt hade den premiär den 3 december 1930 på Komische Oper Berlin. Sångarna den gången var Gitta Alpar och Richard Tauber, vilka även spelade in utdrag från musiken på skivmärket Odeon. 
Svensk premiär på Oscarsteatern i Stockholm den 20 november 1914 med titeln På tu man hand.

## Personer
| Roller                         | Stämma      | Premiärbesättning 30 januari 1914 (Dirigent:) |
| ------------------------------ | ----------- | --------------------------------------------- |
| Kungen                         | baryton     | Paul Guttmann                                 |
| Elisabeth                      | sopran      | Louise Kartousch                              |
| Hertiginnan Maria Brankenhorst | mezzosopran | Mizzi Schulz                                  |
| Kronprins Georg                | tenor       | Hubert Marischka                              |
| Mercedes                       | soprano     | Mizzi Günther                                 |
| Greve Sascha Karlowitsch       | tenor       | Ernst Tautenhayn                              |

## Handling
Ett bröllop ska äga rum mellan en utfattig, och inte alltför klyftig greve, och Dolly, en excentrisk och mycket förmögen amerikansk flicka. Innan hon tar detta avgörande steg i livet längtar hon efter lite romantiskt äventyr och alperna syns henne vara en perfekt bakgrund. Bergsklättraren som leder henne är i själva verket en förklädd baron som länge har älskat henne. När de är uppe på toppen råkar de ut för en lavin och de måste tillbringa natten tillsammans alldeles ensamma. Hennes dröm har slagit in.

## Inspelningar
Lehár: Schön ist die Welt, Münchens Radioorkester
- Dirigent: Ulf Schirmer
- Sångare: Elena Mosuc, Isabella Stettner, Masako Goda, Andreas Hirtreiter, Roland Kandlbinder
- Inspelningsår: 2004
- Skivmärke: CPO Records 777 055-2 (CD)